# Cold Mountain (film)
Cold Mountain este un film dramatic din anul 2003, regizat și scris de Anthony Minghella, lansat în cinematografele din România pe 5 martie 2004. Bazat pe romanul cu același nume al lui Charles Frazier, filmul prezintă povestea a trei personaje ale căror destine se întrepătrund.
Povestea este plasată în ultimele zile ale Războiului Civil american. Inman (Jude Law), un soldat rănit, călătorește spre casă, către Cold Mountain. Acolo îl așteaptă iubita lui, Ada (Nicole Kidman). Aceasta, rămasă singură după moartea tatălui, învață de la o necunoscută, Ruby (Renée Zellweger), cum să aibă grijă de fermă.
Majoritatea filmărilor s-a făcut în România, la Râșnov și în împrejurimi. Filmul a obținut 7 nominalizări la premiile Oscar (câștigând o statuetă la categoria "Premiul Oscar pentru cea mai bună actriță în rol secundar", pentru Renée Zellweger), 8 nominalizări la Globurile de Aur (câștigănd la categoria "Premiul Globul de Aur pentru cea mai bună actriță în rol secundar", pentru Renée Zellweger) și 13 nominalizări la Premiile BAFTA (câștigănd două trofee la categoriile "Premiul BAFTA pentru cea mai bună actriță în rol secundar" pentru Zellweger și Premiul BAFTA pentru cea mai bună coloană sonoră).

## Rezumat
America anilor 1860. Într-o țară cutremurată de război, se petrece o aventură extraordinară în care sunt implicați trei oameni. Trei oameni a căror supraviețuire fizică și psihică depinde de legătura dintre ei.
Mai întâi, este soldatul din Confederație⁠(d) - Inman (Jude Law) care, rănit pe câmpul de luptă, se întoarce la femeia iubită. În drumul către Ada (Nicole Kidman), Inman întâlnește rebeli și sclavi, ticăloși de toate felurile, profitori, toate gunoaiele pe care răutățile unui război crâncen le pot scoate la suprafață. La rândul ei, Ada, nu mai e femeia delicată și protejată care a fost. Acum singură, trebuie să înfrunte grozăviile unor vremuri zbuciumate, trebuie să-și apere singură ferma tatălui său, și de ruină, și de atacuri. În ajutorul fetei vine Ruby (Renée Zellweger) care devine parte intimă o poveștii, o femeie care o învață pe Ada legile supraviețuirii într-o lume pe care fata nu o cunoștea și de care află cu uimire. 
Inman, Ada și Ruby sunt protagoniștii unei povești despre dorul de casă, despre un stil și o concepție de viață care s-au dus pentru totdeauna în negurile vremii, despre dragoste și zbucium în inima poporului american.

## Distribuție
- Jude Law - William „W. P.” Inman
- Nicole Kidman - Ada Monroe
- Renée Zellweger - Ruby Thewes
- Eileen Atkins - Maddy
- Kathy Baker - Sally Swanger
- James Gammon - Esco Swanger
- Brendan Gleeson - Stobrod Thewes
- Philip Seymour Hoffman - Reverend Solomon Veasey
- Natalie Portman - Sara
- Giovanni Ribisi - Junior
- Lucas Black - Oakley
- Donald Sutherland - Reverend Monroe
- Cillian Murphy - Bardolph

## Producție
- Anthony Minghella - regizor și coscenarist
- Sydney Pollack - producător
- Albert Berger - producător
- William Horberg - producător
- Pier Luigi Basile - scenografie
- Maria-Teresa Barbasso - scenografie
- Christian Niculescu - scenografie
- Rod Calarco - asistent cameră
- Walter Slater Murch - asistent montaj
- John Seale - imagine
- Lindsay Pugh - costume
- Natalie Reid - hair stylist
- Edgar Meyer - coloană sonoră
- Mark Meddings - efecte speciale
- Christopher Ross - tehnician